# Pangaea

Pangaea

Animation av Pangaeas uppsplittring

Pangaea med Cathaysia som en separat mindre kontinent till höger

Pangaea, eller Pangea (grekiska: πᾶν Γαῖα "hela jorden"), är en superkontinent som existerade under mesozoikum innan kontinentaldriften delade upp den i dagens kontinenter. Alfred Wegener postulerade 1915 existensen av en sådan "urkontinent" i sin teori om kontinentaldrift och i den efterföljande debatten fick den namnet Pangaea.

## Beskrivning
Pangaea bildades för omkring 300 miljoner år sedan, genom att de tidigare superkontinenterna Gondwana (omfattande nuvarande Sydamerika, Afrika, Antarktis, Australien, Madagaskar, Arabiska halvön och Indien) och Laurasien (omfattande Nordamerika, Europa och Sibirien) drev ihop. Landmassan Cathaysia som bestod av norra och södra Kina var inte en del av superkontinenten Pangea.
Pangaea lär ha sträckt sig från pol till pol som ett enormt C och därmed med lika långa delar söder och norr om ekvatorn. Några av de bergskedjor som bildades då Pangaea uppstod finns fortfarande kvar; till exempel Appalacherna i Nordamerika och Uralbergen i Centralasien. Uralbergen som är rikt på mineraler uppstod i en kollision mellan den baltiska och sibiriska plattan; dessa har sedan dess suttit ihop.
Runt Pangaea fanns ett hav kallat Panthalassa. Detta enda hav var lika stort som alla nuvarande hav tillsammans. Manteln under Pangaea var ännu mycket het och trycktes därför upp mot jordens yta, vilket gjorde att Afrika låg tiotals meter ovanför de övriga kontinenterna.
Pangaea var inte den första superkontinenten på jorden. Jordens första kontinenter formades för omkring två miljarder år sedan och har sedan dess slagits samman och delats upp i flera omgångar. För omkring 500–700 miljoner år sedan fanns alla kontinenter samlade i superkontinenten Pannotia och för omkring 750–1 000 miljoner år sedan i Rodinia.
Pangaea började åter glida isär under trias (för omkring 200 miljoner år sedan) och de två huvuddelarna bildade först det andra Gondwana samt Laurasien. Uppsprickningen fortsatte sedan tills dagens kontinenter hade bildats under krita (för omkring 100 miljoner år sedan).

## Klimat
Klimatet på stora delar av denna superkontinent var varmt och torrt som en följd av att få regnmoln förmådde att nå ända fram till dess inre delar, då avståndet till kusten på många ställen var mycket långt. Värmen och bristen på vatten påverkade djur och växtliv.